# 영주 북지리 석조여래좌상 (동불상)
영주 북지리 석조여래좌상(榮州 北枝里 石造如來坐像)은 대한민국 경상북도 영주시 부석면 북지리에 있는, 남북국 시대 신라의 불상이다.
1963년 1월 21일 대한민국의 보물 제220호로 지정되었다가, 2010년 8월 25일 220-1호로 문화재 지정번호가 변경되었다.

## 개요
원래 부석사 동쪽 산 너머 절터에 있었던 것을 옮겨온 것으로서 양식상 동일한 조각가에 의하여 만들어진 것으로 추정된다.
동쪽의 여래상은 얼굴이 타원형이며, 약간의 미소를 머금은 흔적이 있다. 두 손은 없어졌으나 두 팔이 가슴쪽으로 올라가 있어 왼손 검지를 오른손으로 감싸 쥔 손모양을 취하고 있는 비로자나불의 모습을 형상화한 것으로 보인다. 양 어깨를 감싸고 있는 옷에는 당시 유행하던 얇게 빚은 듯한 촘촘한 평행의 옷주름이 표현되었다. 대좌(臺座)의 가운데 부분은 8각인데 각 면에는 공양보살상을 조각하였다. 서쪽의 여래상은 동쪽의 여래상보다 좀 더 당당하며 불신의 선들도 부드러운 편이다.
이 불상들은 9세기 후반에 유행하던 비로자나불상의 예로서 단아하면서 인간적인 형태, 평행의 옷주름선, 몸의 자세 등에서 당대 불교사상의 특징과 불상양식의 특징을 나타내는 대표적인 작품으로 높이 평가되고 있다.

## 같이 보기
- 영주 부석사 석조석가여래좌상 (보물 제1636호)

## 참고 자료
- 영주 북지리 석조여래좌상 (보물 제220-1호) - 국가유산청 국가유산포털